# Anton Friedrich Remmers

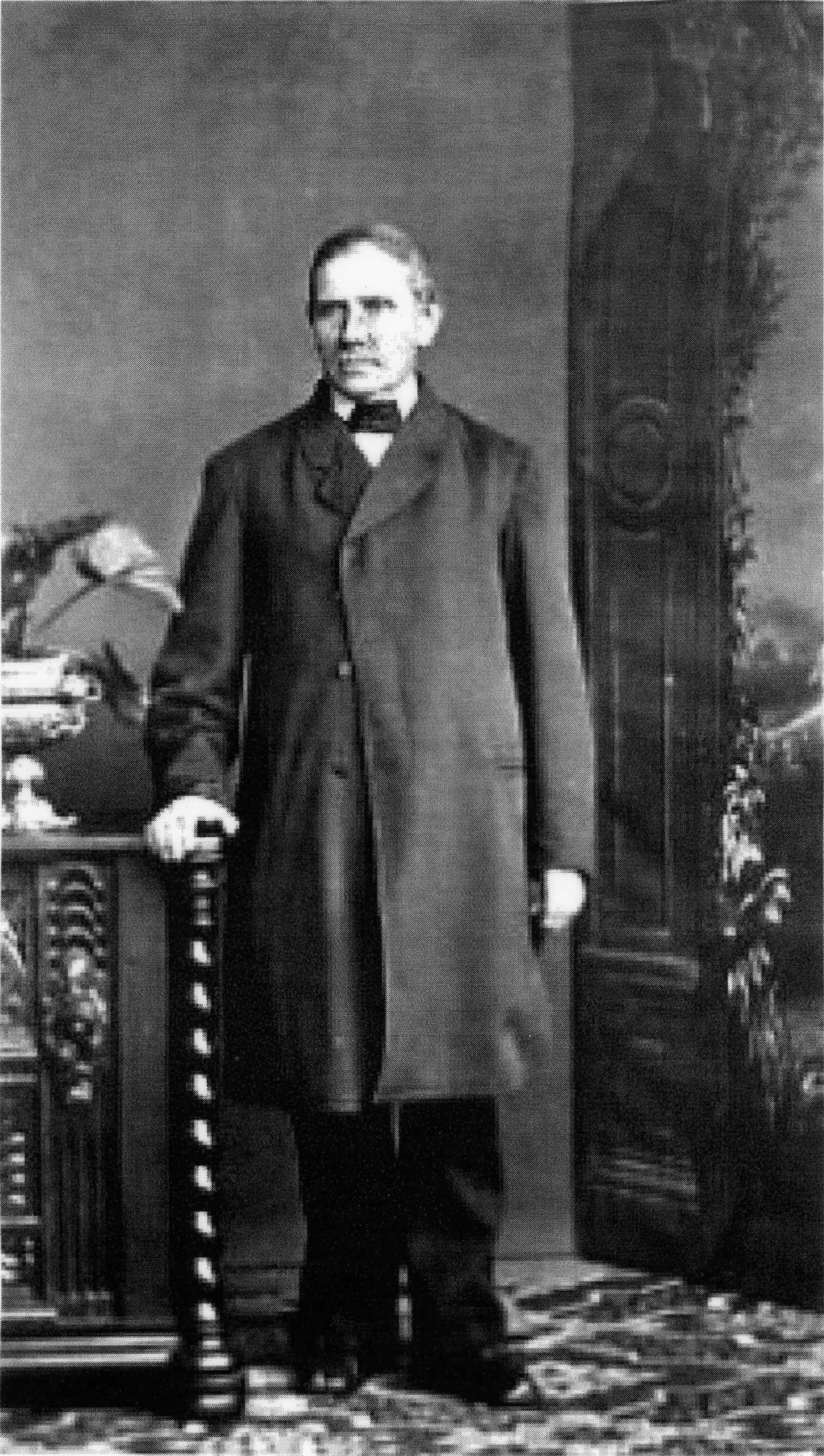
Anton Friedrich Remmers

Remmers bei einem nordwestdeutschen Missionsarbeiter-Treffen (untere Reihe, Dritter von links)

Anton Friedrich Remmers (* 27. April 1816 in Jever; † 9. Februar 1881 ebenda) war Buchbinder, Evangelist und langjähriger Vorsteher und Ältester der Baptistengemeinde Jever. Er gehörte zu den Gründerpersönlichkeiten der deutschen Baptisten. Sein Wirkungsfeld ging weit über seine friesländische Heimat hinaus.

## Leben

Verkaufsanzeige im Jeverschen Wochenblatt: Bibeln und Glaubensbekenntnis der Baptisten

Remmers’ Vater, der jeversche Schusteramtsmeister Heinrich (Hinrich) Remmers, verstarb bereits 1824. Seine Mutter, die aus Varel stammende Sophie (geborene Eils), hatte nach dem frühen Tod ihres ersten Ehemannes den jeverschen Kaufmann Jürgen Heinrich Jürgs (auch Jürgens genannt) geehelicht. In dessen Haus wuchs Anton Friedrich Remmers auf. Er erlernte nach dem Besuch der Volksschule das Buchbinderhandwerk und begab sich nach Abschluss der Lehre auf die damals übliche Wanderschaft. Um 1838 kam Remmers nach Hamburg und fand dort eine Anstellung in der Buchbinderei seines Onkels.
Bei einem Spaziergang in der Hamburger Innenstadt traf Anton Friedrich Remmers auf den Schneidergesellen Hinrich Anton Lücken (1814–1843), der ebenfalls aus Jever stammte. Lücken hatte in Hamburg Anschluss an die 1834 durch Johann Gerhard Oncken gegründete Baptistengemeinde gefunden und lud Remmers ein, diese Gemeinde näher kennenzulernen. Remmers war von der Atmosphäre und vor allem von Onckens Predigten tief beeindruckt und ließ sich am 5. Dezember 1838 taufen. Oncken erkannte recht bald die besonderen Begabungen des neuen Gemeindemitglieds und berief ihn in die verantwortliche Gemeindemitarbeit.
Ende 1839 kehrte Anton Friedrich Remmers nach Jever zurück. Initiiert von der jungen Baptistengemeinde Oldenburg i. O. war dort bereits ein Hauskreis entstanden, der sich wegen staatlicher und landeskirchlicher Repressionen unter Onckens Vorsitz am 30. August 1840 in aller Stille als Gemeinde getaufter Christen mit 19 Mitgliedern konstituierte. Remmers übernahm in Zusammenarbeit mit Johann Ludwig Hinrichs alsbald Leitungsaufgaben, wurde aber erst 1849 offiziell als Ältester und Vorsteher ordiniert. 1858 erbaute er größtenteils aus eigenen Mitteln das heute noch von der Gemeinde genutzte Bethaus am Elisabethufer in Jever.
Remmers’ missionarische Arbeit, die er neben seinem Beruf als Buchbinder ausführte, beschränkte sich nicht nur auf Jever. Er begann mit der Einrichtung von Predigtplätzen im Umland von Jever und führte große gottesdienstliche Versammlungen in Ostfriesland durch, an denen Hunderte von Menschen teilnahmen. Diese Aktivitäten blieben nicht ohne Widerspruch. Staatliche und kirchliche Behörden reagierten mit Polizeimaßnahmen. Geld- und Gefängnisstrafen für unerlaubtes Predigen und nicht gestattetes Verwalten von Sakramenten waren die Folge. Allein im Staatsarchiv Oldenburg befinden sich über 50 amtliche Schriftstücke, die diese Verfolgungen widerspiegeln. Sie ließen Remmers jedoch unbeirrt. Er leistete einen wesentlichen Beitrag zur Entstehung zahlreicher Gemeinden im nordwestlichen Deutschland. Einige Gemeindegründungen (Westerstede, Varel, Wilhelmshaven, Nordenham) gehen direkt auf ihn zurück.
Im Auftrage Johann Gerhard Onckens unternahm Anton Friedrich Remmers auch eine beträchtliche Anzahl von Missionsreisen. So reiste er bereits ein halbes Jahr nach seiner Taufe nach Berlin, wo er unter schwierigen Bedingungen beim Aufbau der von Gottfried Wilhelm Lehmann begründeten Gemeinde half. Weitere Reisen, die er größtenteils zu Fuß zurücklegte, führten ihn nach Memel, wo er an der Gründung und am Aufbau der Gemeinde beteiligt war. Sie wurde in den Folgejahren zur Keimzelle des litauischen und lettischen Baptismus. Auch an der Entstehung des niederländischen Baptismus war Remmers beteiligt. Das Nachrichtenmagazin der American Baptist Foreign Missionary Society berichtete regelmäßig über Remmers’ Arbeit und veröffentlichte seine Briefe.
Remmers starb 1881 nach längerer Krankheit. Er wurde unter großer Beteiligung der Bevölkerung auf dem jeverschen Friedhof beerdigt, wo sich sein Grab bis heute befindet.

## Familie
Anton Friedrich Remmers heiratete am 16. Juli 1851 die aus Tangstedt in Holstein stammende Catharina Dorothea Krey. Dem Ehepaar wurden zwei Töchter und drei Söhne geboren. Ein Porträt des 1855 geborenen und 1908 in Hamburg verstorbenen Sohnes Heinrich Remmers befindet sich im Schloss zu Jever.
Zwei Jahre nach dem Tod seiner ersten Frau heiratete er 1879 Juliane Dorothea Niemetz (geborene Schloenhardt), die Witwe des Memeler Baptistenpredigers Niemetz. Diese Ehe blieb kinderlos.